# 353 v. Chr.
Portal Geschichte | Portal Biografien | Aktuelle Ereignisse | Jahreskalender | Tagesartikel

◄ |
5. Jahrhundert v. Chr. |
4. Jahrhundert v. Chr. |
3. Jahrhundert v. Chr. |
►

◄ | 370er v. Chr. | 360er v. Chr. | 350er v. Chr. | 340er v. Chr. |
330er v. Chr. |
►

◄◄ | ◄ | 356 v. Chr. | 355 v. Chr. | 354 v. Chr. | 353 v. Chr. |
352 v. Chr. |
351 v. Chr. |
350 v. Chr. |
► |
►►

## Ereignisse

### Politik und Weltgeschehen

#### Westliches Mittelmeer
- Gaius Sulpicius Peticus und Marcus Valerius Poplicola werden römische Konsuln.
- Die Römer erobern die Stadt Caere.

#### Östliches Mittelmeer
- König Philipp II. von Makedonien folgt dem Hilferuf einer Stadt in der Nachbarregion Thessalien. Dort trifft er auf ein Heer der Phoker – und müssen die Makedonier sich zunächst zurückziehen. Nur mit Mühe kann Philipp seine Männer von panischer Flucht abhalten.
- Der Tyrann Klearchos von Herakleia Pontike am Schwarzen Meer wird von einer Gruppe von Verschwörern ermordet.

#### China
- Um die schon ein Jahr dauernde Belagerung von Handan, der Hauptstadt des Staates Zhao, durch den Staat Wei aufzuheben, startet der mit Zhao verbündete Staat Qi zur Zeit der Streitenden Reiche unter seinen Generälen Tian Ji und Sun Bin einen Angriff auf Daliang, die Hauptstadt von Wei. Der Befehlshaber der Belagerungsarmee Pang Juan marschiert daraufhin mit seinen Truppen nach Daliang, um die Stadt zu entsetzen. Auf dem Weg dorthin gerät er jedoch in einen Hinterhalt Suns, Die Schlacht von Guiling endet mit einem entscheidenden Sieg Qis und der Gefangennahme von General Pang.

### Kultur und Gesellschaft
- Maussolos, Satrap von Karien, stirbt und wird im Mausoleum von Halikarnassos beigesetzt. Nach seiner Fertigstellung gilt das Bauwerk als eines der sieben Weltwunder der Antike.
- Isokrates verfasst die Rede Peri Antidoseos.

### Natur und Umwelt
- Mondfinsternis vom 22. November 353 v. Chr.

## Gestorben
- Aristomache, Ehefrau des Tyrannen Dionysios I. von Syrakus
- Arete, Tochter des Tyrannen Dionysios I. von Syrakus und die Gemahlin von Dion von Syrakus
- Maussolos, persischer Staatsmann
- um 353 v. Chr.: Iphikrates, griechischer Feldherr (* 415 v. Chr.)